# (200216) 1999 TW184
(200216) 1999 TW184 es un asteroide perteneciente al cinturón de asteroides, descubierto el 12 de octubre de 1999 por el equipo del Lincoln Near-Earth Asteroid Research desde el Laboratorio Lincoln, Socorro, Nuevo México.

## Designación y nombre
Designado provisionalmente como 1999 TW184.

## Características orbitales
1999 TW184 está situado a una distancia media del Sol de 2,712 ua, pudiendo alejarse hasta 3,308 ua y acercarse hasta 2,116 ua. Su excentricidad es 0,219 y la inclinación orbital 12,14 grados. Emplea 1631,63 días en completar una órbita alrededor del Sol.

## Características físicas
La magnitud absoluta de 1999 TW184 es 16,7.